# Il giornalista
Il giornalista (Žurnalist) è un film del 1967 diretto da Sergej Gerasimov.

## Riconoscimenti
- 1967 - Festival di Mosca
  - Gran Premio